# ردود الفعل الدولية على أزمة البحر الأحمر

عملية السيطرة على السفينة غالاكسي ليدر يوم 19 نوفمبر 2023.

أزمة البحر الأحمر أو العمليات اليمنية ضد إسرإئيل هي هجمات شنتها القوات المسلحة اليمنية الموالية لحركة أنصار الله اليمنية على إسرائيل خلال الحرب الفلسطينية الإسرائيلية 2023 بهدف الضغط على إسرائيل لوقف عدوانها على قطاع غزة الذي قُتِل فيه أكثر من 30 ألف فلسطيني معظمهم من النساء والأطفال، واشتملت الهجمات على عمليات قصف لجنوب إسرائيل باستخدام الصواريخ الباليستية والجوالة والطائرات المسيرة، وأعلنت منع مرور السفن الإسرائيلية والتابعة لاسرائيلين من العبور من مضيق باب المندب والبحر الأحمر والبحر العربي وشنَّت هجمات على السفن الإسرائيلية باستخدام المسيرات البحرية والصواريخ البحرية واحتجزت سفينة واحدة على الأقل، وفي التاسع من ديسمبر/كانون الأول أعلنت منع مرور جميع السفن من جميع الجنسيات المتوجهة من وإلى الموانئ الإسرائيلية في حال عدم دخول احتياجات قطاع غزة من الدواء والغذاء، وشنَّت الولايات المتحدة الأمريكية والمملكة المتحدة سلسلة هجمات على مناطق سيطرة حركة أنصار الله في اليمن ردًا على استهداف السفن في البحر الأحمر وخليج عدن، وعلى إثر الهجمات الأمريكية والبريطانية على اليمن أعلن قائد حركة أنصار الله عبد الملك الحوثي توسيع دائرة الاستهداف لتشمل السفن الأمريكية والبريطانية.

## ردود الفعل

### أكتوبر 2023
| الدولة / منظمة | التاريخ | الموقف |
| -------------- | ------- | --- |
| مصر            | 28      | حذر الرئيس المصري عبد الفتاح السيسي بعد احداث 27 أكتوبر من توسع رقعة الحرب وقال ان المنطقة تواجه خطر التحول إلى قنبلة موقوتة ودعا لاحترام سيادة مصر وموقفها من الحرب، وقال ان الجيش المصري لديه القدرة على حماية مصر. |

### نوفمبر 2023
| الدولة / منظمة              | التاريخ | الموقف |
| --------------------------- | ------- | --- |
| مجموعة الدول الصناعية السبع | 29      | طالبت مجموعة الدول الصناعية السبع حركة أنصار الله الحوثيين بالتوقف فورا عن تهديد النقل البحري والإفراج عن طاقم سفينة غالاكسي ليدر المحتجزة في اليمن. |
| المجلس الانتقالي الجنوبي    | 26      | أدان المجلس الإنتقالي الجنوبي الهجمات على السفن واعتبرها هجمات إرهابية تقوم بها حركة أنصار الله الحوثيين واعتبر الحركة أداة إيرانية وأعلن استعداده العمل لتأمين الملاحة الدولية و "ردع السلوك الإرهابي الحوثي" بالشراكة مع التحالف العربي والشركاء الإقليميين والدوليين. |
| حركة حماس                   | 24      | رئيس المكتب السياسي لحركة حماس إسماعيل هنية يوجه تحية خاصة لليمن ويؤكد أنهم عبروا «بقوة واقتدار عن غضبهم» اتجاه إسرائيل وعن تضامنهم مع غزة وفلسطين على «طريقتهم الخاصة».                                                                                                 |
| سلطنة عمان                  | 21      | قال مفتي سلطنة عُمان أحمد بن حمد الخليلي «نشكر من أعماق قلوبنا الشعب اليمني العربي المسلم على تصديه للسفن الصهيونية، وندعوه إلى الالتفاف حول هذا المبدأ الديني العظيم في مناصرة المظلومين».                                                                               |
| الولايات المتحدة            | 20      | اعتبر المتحدث باسم وزارة الخارجية الأمريكية ماثيو ميلر عملية احتجاز السفينة غالاكسي ليدر في اليمن بأنها انتهاك فظ للقانون الدولي، وطالب بالإفراج الفوري عن السفينة وطاقمها.                                                                                              |
| إيران                       | 20      | نفت وزارة الخارجية الإيرانية اي دور لها في الهجمات ضد السفن في البحر الأحمر وقالت ان «تحركات اليمنيين كانت جزءًا من الرد الطبيعي على جرائم الصهاينة». |

### ديسمبر 2023
| الدولة / منظمة | التاريخ | الموقف |
| --- | ------- | --- |
| الولايات المتحدة | 31      | قال رئيس مجلس الأمن القومي الأمريكي جون كيربي إن الولايات المتحدة لا تسعى إلى صراع أوسع في الشرق الأوسط وأنها "لا تسعى إلى صراع مع الحوثيين" في اليمن، وأشار إلى أن أفضل نتيجة هي أن "يتوقف الحوثيين عن هجماتهم" ضد السفن البحر الأحمر. |
| حركة الجهاد الإسلامي | 31      | أدانت حركة الجهاد الإسلامي الفلسطينية ما سمته العدوان الأمريكي على القوات اليمنية وأكدت أن أمريكا «بعدوانها هذا تكون قد انخرطت عسكريا في الحرب إلى جانب الكيان الصهيوني وتهدف إلى معاقبة الشعب اليمني العزيز على مواقفه الشجاعة بمواجهة الحصار على غزة بفرض حصار على السفن الصهيونية». |
| المملكة المتحدة | 31      | قال وزير خارجية المملكة المتحدة ديفيد كاميرون إن على إيران مسؤولية منع هجمات حركة أنصار الله على السفن في البحر الأحمر بسبب دعمها طويل الأمد للحركة. |
| إيران | 31      | قال وزير الخارجية الإيرانية حسين أمير عبد اللهيان إنه لا يمكن السماح لإسرائيل بارتكاب مجازر بحق النساء والأطفال والقيام بإبادة جماعية في قطاع غزة واعتبار إيقاف «سفينة صهيونية في البحر الأحمر تهديدا لأمن هذا الممر المائي الاقتصادي الحيوي». |
| المملكة المتحدة | 31      | وزير الدفاع البريطاني غرانت شابس يقول إن هجمات القوات الموالية لحركة أنصار الله الحوثيين تضاعفت 5 مرات خلال شهرين، واعتبرها تسبب ضرر بتجارة الدولية وأكد على ضرورة توقفها. |
| الأمم المتحدة | 30      | أعرب الأمين العام للأمم المتحدة أنطونيو غوتيريش عن قلقه البالغ من استمرار الهجمات التي تشنها القوات الموالية لحركة أنصار الله في البحر الأحمر. |
| جيبوتي | 28      | قال وزير خارجية جيبوتي محمود علي يوسف الهجمات إن القوات الموالية لحركة أنصار الله الحوثيين هاجمت «السفن من أجل نجدة الفلسطينيين وإغاثتهم، وعلينا كلنا دعم فلسطين لأن الأخ يدعم أخاه ولو بأضعف الإيمان، وجيبوتي لا تدين العمليات اليمنية لأنها واجب أخوي»، وأكد أن جيبوتي لم تدن الهجمات على السفن في البحر الأحمر ولم تعارضها واعتبرتها خطوة صحيحة. |
| إيران | 25      | نفت وزارة الخارجية الإيرانية الاتهامات الأمريكية بضلوع إيران في الهجمات على السفن في البحر الأحمر واعتبرت الاتهامات الأمريكية بأنها تهدف لصرف أنظار العالم عن تورط الولايات المتحدة في الجرائم الإسرائيلية ضد الفلسطينيين. |
| حركة أنصار الله | 24      | حملت الحركة الولايات المتحدة مسؤولية تهديد الملاحة الدولية بعسكرتها للبحر الأحمر هي وشركائه «الآتين إلى المنطقة دون وجه حق إلا لتوفير خدمة الأمان لسفن كيان العدو الإسرائيلي» |
| إيران | 23      | نفت إيران المشاركة في الهجمات التي تشنها حركة أنصار الله الحوثيين في اليمن على السفن وقالت إن حركة أنصار الله تمتلك أدوات قواتها وتتصرف وفق قراراتها وإمكانياتها. |
| إسبانيا | 23      | وزارة الدفاع الإسبانية تعلن عدم مشاركتها في تحالف حارس الازدهار بقيادة الولايات المتحدة الأمريكية لحماية حرية الملاحة الدولية في جنوب البحر الأحمر وخليج عدن. |
| إيطاليا | 22      | أعلنت إرسال الفرقاطة فسرجينيو فأسان إلى البحر الأحمر استجابة لمطالب ملاك السفن الإيطاليين ولحماية مصالحها في إطار عملياتها الحالية وأنها ليست جزءا من عمليات تحالف حارس الازدهار. |
| الولايات المتحدة | 22      | قالت المتحدثة باسم مجلس الأمن القومي في الولايات المتحدة أدريان واتسون أن إيران تساهم بتوفير المعلومات الاستخباراتية عن السفن في البحر الأحمر لحركة أنصار الله الحوثيين في اليمن واتهمتها بضلوع في التخطيط للعمليات وتوفير الطائرات المسيرة والصواريخ. |
| اليونان | 21      | أعلن وزير دفاع اليونان انضمام بلاده لتحالف حارس الازدهار وترسل فرقاطة إلى البحر الأحمر. |
| مصر | 21      | وزير خارجية مصر سامح شكري يؤكد على مسؤولية جميع الدول المطلة على البحر الأحمر في حماية الملاحة البحرية فيه، ويشير إلى مواصلة مصر تعاونها مع شركائه لتوفير الظروف المناسبة لحرية الملاحة في البحر الأحمر. |
| فرنسا | 21      | الرئيس الفرنسي إيمانويل ماكرون في زيارته للأردن يعتبر هجمات حركة أنصار الله الحوثيين في اليمن على السفن في البحر الأحمر "تهديد غير مقبول". |
| المانيا | 20      | الحكومة الألمانية تطالب إيران بإيقاف الهجمات التي تشنها حركة أنصار الله في اليمن ضد سفن شحن في البحر الأحمر. |
| - حلف شمال الأطلسي - الاتحاد الأوروبي - الولايات المتحدة - أستراليا - اليابان - ليبيريا - نيوزيلندا - سنغافورة باهاماس - كوريا الجنوبية - مجلس القيادة الرئاسي | 20      | بيان مشترك اكد البيان إدانة تدخل حركة أنصار الله في حرية الملاحة في المياه المحيطة بشبه الجزيرة العربية خصوصا البحر الأحمر، والهجمات البحرية في 3 ديسمبر على ثلاث من السفن التجارية، واحتجاز طاقم وسفينة غالاكسي ليدر، وحث البيان جميع الدول على الامتناع عن تقديم أي تسهيلات أو تشجيع لحركة أنصار الله اليمنية، واعتبر البيان الهجمات بأنها تهديد للأمن الغذائي، واعتبر أنه ليس هناك أي مبرر للهجمات التي تقوم بها القوات المسلحة اليمنية الموالية لحركة أنصار الله الحوثيين في اليمن ضد السفن التجارية في البحر الأحمر، ودعا البيان إلى وقف الهجمات على السفن في الممرات المائية وإلى الإفراج عن سفينة غالاكسي ليدر وطاقمها فورا. |
| الولايات المتحدة | 18      | خلال مؤتمر صحفي في تل أبيب وزير الدفاع الأمريكي يطالب إيران بوقف دعم هجمات حركة أنصار الله الحوثيين على السفن التجارية في البحر الأحمر. |
| فرنسا | 17      | وزيرة الخارجية الفرنسية كاترين كولونا خلال زيارتها لإسرائيل تؤكد على عدم إمكانية بقاء هجمات حركة أنصار الله الحوثيين على إسرائيل والسفن المرتبطة بها في البحر الأحمر دون رد وان فرنسا تدرس خيارات متعددة مع شركائها للرد على الهجمات وإن من بين الخيارات دور دفاعي يمنع تكرار الهجمات. |
| المانيا | 15      | نددت ألمانيا بالهجمات على السفن في البحر الأحمر من قبل حركة أنصار الله الحوثيين وطالبت بوقف الهجمات فوراً، وشكرت المملكة العربية السعودية مساهمتها في إسقاط صواريخ وطائرات مسيرة أطلقت من اليمن كانت تستهدف سفنا في البحر الأحمر وإسرائيل، واعتبرت وزيرة خارجية ألمانيا أنالينا بيربوك حركة أنصار الله في اليمن خطر أمني على إسرائيل بجانب قطاع غزة. |
| إيران | 14      | حذر وزير الدفاع الإيراني الولايات المتحدة من تشكيل تحالف عسكري لمواجهة الهجمات التي تشنها القوات المسلحة اليمنية الموالية لحركة أنصار الله الحوثيين ضد السفن المرتبطة بإسرائيل وقال «إذا أرادوا ارتكاب مثل هذه الحماقة، فسوف يواجهون مشاكل هائلة.»، وقال «لا يمكن لأحد التحرك في منطقة اليد العليا فيها لإيران» |
| الاتحاد الأوروبي | 14      | دان الاتحاد الأوروبي بشدة الهجمات بالصواريخ التي تشنها القوات الموالية للحركة أنصار الله الحوثيين بما فيها الهجوم على ناقلة النفط ستريندا النرويجية، وأكد أن الهجمات المتعددة من مناطق سيطرة حركة أنصار الله الحوثيين في اليمن تشكل تهديدا للملاحة الدولية والأمن البحري وأنها تمثل انتهاكا جسيما للقانون الدولي، وأعتبر "تدخل الحوثيين في الحقوق والحريات الملاحية في المياه حول شبه الجزيرة العربية أمرا غير مقبول" ودعا حركة أنصار الله الحوثيين إلى الامتناع عن الهجمات والتهديدات على خطوط الشحن البحري، واعتبر الهجمات على السفن بأنها تقوض الأمن الغذائي لليمن.                                                              |
| إسرائيل | 13      | اعتبر الرئيس الإسرائيلي إسحاق هرتسوغ هجمات القوات المسلحة اليمنية الموالية لحركة أنصار الله الحوثيين في البحر الأحمر بأنها تجاوز للخط الأحمر في البحر الأحمر، وطالب بتشكيل تحالف دولي يدعم العمليات التي تقودها الولايات المتحدة في البحر الأحمر ضد من سماهم "القراصنة الإرهابيين الحوثيين"، وقال إن هذه العمليات تتم بتوجيهات من إيران. |
| هيومن رايتس ووتش | 13      | اعتبرت منظمة هيومن رايتس ووتش أن الهجمات التي تشنها القوات الموالية لحركة أنصار الله الحوثيين ضد السفن التجارية واحتجاز طاقم سفينة بأنها "تشكل استهدافا للمدنيين والأعيان المدنية" وقالت إن تنفيذ هذه العمليات "عمدا أو بتهور تعد جريمة حرب". |

### يناير 2024
| الدولة / منظمة | التاريخ | الموقف |
| --- | ------- | --- |
| الكويت السعودية | 31      | أكدت المملكة العربية السعودية ودولة الكويت في بيان مشترك أهمية الحفاظ على أمن واستقرار البحر الأحمر واحترام حقوق الملاحة فيه بما يتوافق مع أحكام القانون الدولي واتفاقية قانون البحار للحفاظ على مصالح جميع دول العالم، ودعا البلدان إلى ضبط النفس وتجنب تصعيد الوضع في البحر الأحمر في "ظل ما تشهده المنطقة من أحداث". |
| إيران | 25      | اكدت إيران إن حركة أنصار الله أبلغتها بأنها ستنهي التوتر في البحر الأحمر إذا "توقفت الحرب والإبادة الجماعية ضد أهالي غزة". |
| روسيا | 25      | قالت وزارة الخارجية الروسية إن ممثل الرئيس الروسي الخاص بشؤون الشرق الأوسط وأفريقيا نائب وزير الخارجية ميخائيل بوغدانوف استقبل وفد حركة أنصار الله برئاسة محمد عبد السلام وأشارت إلى إجراء محادثات بين الطرفين حول تفاقم الوضع في البحر الأحمر وأكدت أدانت الهجمات التي شنتها الولايات المتحدة والمملكة المتحدة على اليمن واعتبرتها بنها قد تزعزع استقرار الوضع على المستوى الإقليمي                                                                                                   |
| - الولايات المتحدة - المملكة المتحدة | 25      | فرضت الولايات المتحدة والمملكة المتحدة عقوبات على قيادات في القوات المسلحة اليمنية الموالية لحركة أنصار الله الحوثيين في اليمن وشملت العقوبات وزير الدفاع في حكومة الانقاذ الوطني في صنعاء (غير المعترف بها دوليا) محمد ناصر العاطفي وقائد القوات البحرية محمد فضل عبد النبي وقائد قوات الدفاع الساحلي محمد علي القادري ومدير المشتريات في حركة أنصار الله محمد أحمد الطالبي. |
| روسيا | 23      | أدنت روسيا "ن بشكل قاطع العدوان غير المبرر للولايات المتحدة وبريطانيا على اليمن" وأشارت إلى أنه نفذ دون تفويض من مجلس الأمن الدولي، واعتبرتها تقوض النظام العالمي وتهديد مباشرا للسلام الدولي وعلى سيادة القانون الدولي ودور الأمم المتحدة. |
| حركة حماس | 22      | حركة حماس تدين تصنيف حركة أنصار الله كمنظمة إرهابية و «العدوان الأميركي البريطاني على اليمن» وأكد ممثل حركة حماس في لبنان أسامة حمدان أن الولايات المتحدة تصر على عسكرة البحر الأحمر «لحماية ظهر الاحتلال في جرائمه على شعبنا». |
| الصين | 19      | دعت إلى وضع حد لمضايقة السفن المدنية في البحر الأحمر. |
| الولايات المتحدة | 17      | أعلنت الولايات المتحدة إعادة تصنيف حركة أنصار الله في قائمة الإرهاب وأن قرار التصنيف سيدخل بعد 30 يومًا. |
| السعودية | 16      | أكد وزير خارجية المملكة العربية السعودية فيصل بن فرحان أن الهجمات التي تشنها حركة أنصار الله على السفن التجارية في البحر الأحمر مرتبطة بحرب إسرائيل على قطاع غزة وشدد على الحاجة إلى وقف إطلاق النار في قطاع غزة. |
| فرنسا | 16      | قال رئيس فرنسا إيمانويل ماكرون إن بلاده لم تشارك في الهجمات التي تقودها الولايات المتحدة على أهداف في مناطق سيطرة حركة أنصار الله في اليمن، وأشار إلى أن السبب هو رغبة فرنسا في تجنب التصعيد الإقليمي. |
| لبنان | 13      | وزارة الخارجية اللبنانية تعرب عن قلقها البالغ بسبب التصعيد والعمليات العسكرية في البحر الأحمر والغارات الجوية التي شنتها الولايات المتحدة والمملكة المتحدة على اليمن، ودعت إلى خفض التوتر وإيقاف التصعيد والعمليات العسكرية، وإشارات إلى أن «العدوان الإسرائيلي على قطاع غزة» هو السبب الحقيقي للتصعيد في البحر الأحمر وحذرت من عدم إيقافه. |
| سوريا | 13      | أدنت سوريا الغارات الجوية التي شنتها الولايات المتحدة الأمريكية والمملكة المتحدة على اليمن واعتبرتها تمثلا "عدوان على الشعب اليمني، وتهديد للأمن والاستقرار في منطقة البحر الأحمر والملاحة فيه”، وأشارت إلى أن الغارات الأمريكية والبريطانية على اليمن تهدف إلى" حرف أنظار الرأي العام العالمي عما ترتكبه“ إسرائيل ”من جرائم حرب ضد الشعب الفلسطيني". |
| ألمانيا | 12      | اعتبرت الغارات الأمريكية والبريطانية في اليمن بأنها تهدف إلى منع المزيد من الهجمات على السفن في البحر الأحمر وأشارت إلى أن هدفها تهدئة التوتر واستعادة الاستقرار في البحر الأحمر. |
| إيران | 12      | أدانت إيران بشدة الهجمات الأمريكية والبريطانية على مناطق سيطرة حركة أنصار الله في اليمن واعتبرتها «انتهاكا صارخًا لسيادة اليمن ووحدة أراضيه، وخرق للقوانين الدولية». |
| فرنسا | 12      | حملت فرنسا حركة أنصار الله "مسؤولية بالغة الخطورة عن التصعيد" في البحر الأحمر، وطالبت حركة أنصار الله بوقف الهجمات على السفن. |
| الأردن | 12      | أعربت الأردن عن قلقها من التطورات في اليمن وأكدت متابعتها بقلق لتطورات الأوضاع في البحر الأحمر وانعكاساتها على الأمن الإقليمي. |
| اليابان | 12      | أعلنت اليابان دعمها للولايات المتحدة والمملكة المتحدة لتأمين مرور السفن قرب شبه الجزيرة العربية. |
| السعودية | 12      | دعت المملكة العربية السعودية إلى ضبط النفس وتجنب التصعيد وأكدت أنها تتابع بقلق بالغ "العمليات العسكرية التي تشهدها منطقة البحر الأحمر والغارات الجوية التي تعرضت لها عدد من المواقع في الجمهورية اليمنية". |
| الدنمارك | 12      | أعلنت الدنمارك دعمها الكامل للهجمات التي تشنها الولايات المتحدة والمملكة المتحدة على مناطق سيطرة حركة أنصار الله في اليمن. |
| حركة الجهاد الإسلامي | 12      | اعتبرت الهجمات التي شنتها الولايات المتحدة والمملكة المتحدة على أهداف في اليمن بانها تأتي في «سياق المظلة العسكرية التي توفرها دول الاستعمار الغربي لثكنتها العسكرية في فلسطين»، وأكدت ان الهجمات تثبت «إدارة الولايات المتحدة لحرب الإبادة ضد الفلسطينيين في قطاع غزة». |
| بلجيكا | 12      | اعتبرت الهجمات التي تشنها حركة أنصار الله تشكل "خطرا حقيقيا على استقرار المنطقة وتمثل تصعيدا لا يفيد أحدا". |
| حركة حماس | 12      | أدانت حركة حماس القصف الجوي والبحري الأمريكي والبريطاني على «الأراضي اليمنية» واعتبرتها «جريمة وعدوانًا سافراً على السيادة اليمنية، وتهديداً لأمن المنطقة» |
| حزب الله | 12      | أدان «بكل شدة العدوان الأميركي البريطاني السافر على اليمن الشقيق وأمنه وسيادته وعلى شعبه الحر الشريف، الذي وقف بكل قوة وشجاعة ومسؤولية إلى جانب الشعب الفلسطيني ومقاومته الباسلة» اكد ان الهجمات الأمريكية والبريطانية ستزيد من قوة وعزيمة وشجاعة اليمن «للدفاع عن نفسه ومواصلة الطريق في دعم الشعب الفلسطيني والانتصار لقضيته المحقة والعادلة». |
| الأمم المتحدة | 12      | دعا الأمين العام للأمم المتحدة أنطونيو غوتيريش جميع الأطراف المعنية في أزمة البحر الأحمر إلى "عدم تصعيد الوضع بشكل أكبر من أجل السلام والاستقرار في البحر الأحمر والمنطقة". |
| تركيا | 12      | اعتبر الرئيس التركي رجب طيب أردوغان أن الهجوم الأمريكي والبريطاني على أهداف في اليمن استخدام غير متناسب للقوة، واتهم أمريكا وبريطانيا بمحاولة «تحويل البحر الأحمر إلى بحر من الدماء» وأشار إلى أنه تلقى معلومات على أن القوات المسلحة اليمنية الموالية لحركة أنصار تخوض دفاعا ناجحا ضد الولايات المتحدة والمملكة المتحدة. |
| الصين | 12      | دعت الصين الأطرف المعنية في منطقة البحر الأحمر إلى ضبط النفس والتحلي بالهدوء لتجنب تصعيد التواترات في البحر الأحمر. |
| سلطنة عمان | 12      | أدانت سلطنة عمان الهجمات التي شنتها الولايات المتحدة والمملكة المتحدة وقالت إنها لا يمكنها إلا «إن تستنكر اللجوء لهذا العمل العسكري من قبل دول صديقة، بينما تتمادى إسرائيل في قصفها وحربها الغاشمة وحصارها لقطاع غزة دون حساب أو عقاب». |
| مصر | 11      | قال رئيس الوزراء المصري مصطفى مدبولي إن مسألة أمن وسلامة الملاحة في البحر الأحمر هي مسألة أمن قومي لمصر، وأشار إلى أن الهجمات تأثر على مصالح مصر بشكل مباشر إلا أن مصر تقدر تفسير الهجمات في سياقها وارتباطها مباشرة بحرب إسرائيل على قطاع غزة. |
| مجلس الأمن | 10      | إصدار قرار يطالب حركة أنصار الله الحوثيين بتوقف فورا عن شن الهجمات التي تعمل على عرقلة التجارة الدولية وتقوض الحقوق والحريات الملاحية والسلم والأمن، وطالب القرار بالإفراج عن السفينة غالاكسي ليدر وطاقمها. |
| حزب الله | 5       | الأمين العام لحزب الله اللبناني حسن نصر الله يؤكد أن اليمن أصبحت جزء من المعادلات الدولية و «فضح الأمريكيين بما فعله في البحر الأحمر» وأضاف بأنا الولايات المتحدة عليها أن تفهم أنه لا تواجه حركة أنصار الله الحوثيين فقط بل إنها تواجه الملايين من اليمنيين. |
| حركة أنصار الله | 5       | المتحدث باسم حركة أنصار الله الحوثيين محمد عبد السلام يؤكد أن موقف اليمن من الحرب الإسرائيلية على غزة «محق ومسؤول بمساندته لغزة في مواجهة الدموية الصهيونية». وأضاف أن «الوحشية الإسرائيلية والعسكرة الأميركية للبحر خدمة لإسرائيل» تمثل تهديد لدول الشرق الأوسط وحوض البحر الأحمر، وأكد على أن الشعب اليمني لا يهدد أي دولة لا تعتدي على اليمن وأنه لن يقبل من يتعاطى معه بلغة التهديد، وأشار إلى أن على الولايات المتحدة وحلفائها أن «يدركوا أن محاولة الإخضاع بالقوة لن تجدي نفعا». |
| الولايات المتحدة | 5       | قال المبعوث الأمريكي إلى اليمن تيموثي ليندر كينغ أن الولايات المتحدة ليس بإمكانها أن تقبل أن تتعرض سفنها لهجمات، وان حركة أنصار الله الحوثيين عليها الاختيار بين أن تكون طرفا في السلام أو أن تتخذ مواقف تكسبها المزيد من الأعداء في العالم. |
| المملكة المتحدة | 4       | وزير خارجية المملكة المتحدة يشدد على وجوب وقف الهجمات في البحر الأحمر وان المملكة المتحدة ستتخذ إجراءات لإيقاف الهجمات ولم يحدد طبيعة الإجراءات. |
| الولايات المتحدة | 4       | الولايات المتحدة تقول إنها تتعامل بمنتهى الجدية مع الهجمات التي تشنها حركة أنصار الله الحوثيين في البحر الأحمر وتؤكد على أن ستقوم بكل ما يلزم لحماية المصالح الأمريكية وأنه ينبغي محاسبة حركة أنصار الله الحوثيين على هجماتها ضد السفن في البحر الأحمر. |
| مجلس القيادة الرئاسي | 4       | مجلس القيادة الرئاسي في اليمن يحمل حركة أنصار الله الحوثيين المسؤولية الكاملة للعواقب والتداعيات بسبب الهجمات على السفن التجارية، وتحويل المياه الإقليمية اليمنية إلى "مسرح لصراع دولي واسع التداعيات، ومضاعفة الأعباء الاقتصادية، وتكاليف التأمين والشحن البحري، والسلع الأساسية، والتهديد بإغلاق أهم شريان الحياة للشعب اليمني" واتهم الحركة بالعمل بصرف أنظار العالم عن «اعتداءات الاحتلال الإسرائيلي، وانتهاكاته الجسيمة بحق الشعب الفلسطيني».                                     |
| روسيا | 4       | مندوب روسيا الدائم في الأمم المتحدة يقول إن تحالف الازدهار يتكون أغلبه من السفن الحربية الأمريكية وشرعية تحركاته تثير شكوكا جدية جدا من وجهة نظر القانون الدولي. |
| إسرائيل | 4       | اعتبرت إسرائيل الهجمات التي تشنها القوات اليمنية الموالية لحركة أنصار الله الحوثيين على السفن في البحر الأحمر تهديد للعالم وليس تهديدا لإسرائيل أو الشرق الأوسط واتهمت إيران بالمساهمة في الهجمات على السفن وقالت إن الهجمات على السفن في البحر الأحمر تمثل "مقدمة للمستقبل المظلم المتوقع للمنطقة والعالم بأسره إذا لم تُتَّخَذْ إجراءات ملموسة ضدهم بشكل عاجل" |
| كوريا الجنوبية | 3       | كوريا الجنوبية تعرب عن قلقها من الهجمات "المتهورة وغير الشرعية" التي تشنها القوات الموالية لحركة أنصار الله الحوثيين في البحر الأحمر، وتؤكد على أن البحر الأحمر ممر مهم للتجارة الدولية وان أي تهديدات لحرية الملاحة وفق القانون الدولي لا يمكن التسامح معها أو تبريرها. |
| مجلس الأمن | 3       | طالب أعضاء مجلس الأمن الدولي حركة أنصار الله الحوثيون بوقف الهجمات على السفن في البحر الأحمر وخليج عدن، اضافة إلى الإفراج عن السفينة غالاكسي ليدر وطاقمها، واعتبر أعضاء مجلس الأمن الهجمات التي تشنها القوات اليمنية الموالية لحركة أنصار الله على السفن التي تقول إنها مرتبطة بإسرائيل بأنها تهديد للاستقرار الإقليمي وحرية الملاحة وامدادت الغذاء العالمية. |
| المملكة المتحدة | 3       | قال رئيس الوزراء البريطاني ريشي سواناك إن على حركة أنصار الله الحوثيين في اليمن وقف هجمات قواتها على السفن في البحر الأحمر ووصفها بالمزعزعة للاستقرار وأكد على أن بريطانيا ستتخذ إجراءات دفاعية لحماية الملاحة في البحر الأحمر. |
| الأمم المتحدة | 3       | دعا الأمين العام المساعد للأمم المتحدة خالد الخياري في اجتماع مجلس الأمن الدولي حركة أنصار الله إلى الإفراج الفوري عن سفينة غالاكسي ليدر وطاقمها المحتجزين في اليمن منذ 19 نوفمبر، وأكد على أهمية ضمان السلامة للملاحة البحرية في البحر الأحمر. |
| روسيا | 3       | دعت روسيا قيادة حركة أنصار الله إلى التوقف عن الأعمال التي يمكن أن تشكل تهديدا للسفن التجارية وأكدت أن الوضع في البحر الأحمر يثير مخاوفها الجدية، ودعت حركة أنصار الله إلى "ضبط النفس وإظهار السلوك المسؤول"، واعتبرت الهجمات على السفن في البحر الأحمر نتيجة عملية للحرب الإسرائيلية على قطاع غزة والموقف الأمريكي الداعم لإسرائيل في مجلس الأمن. |
| - الولايات المتحدة - أستراليا - البحرين - بلجيكا - المملكة المتحدة - كندا - الدنمارك - ألمانيا - إيطاليا - اليابان - هولندا - نيوزيلندا | 3       | بيان مشترك دعا البيان حركة أنصار لله الحوثيين للوقف فوري للهجمات على السفن في البحر الأحمر والإفراج عن السفن والطواقم المحتجزة ووصف البيان الهجمات بغير قانونية وأكد أن حركة أنصار الله الحوثيين ستتحمل العواقب في حالة استمرار الهجمات التي "تهدد الأرواح، والاقتصاد العالمي، والتدفق الحر للتجارة في الممرات المائية الحيوية بالمنطقة". |
| المملكة المتحدة | 1       | قال وزير الدفاع البريطاني غرانت شابس، إن القوات البريطانية مستعدة لاتخاذ إجراءات مباشرة لحماية ممر الشحن في البحر الأحمر قبالة سواحل اليمن والتصدي للهجمات التي تشنها القوات الموالية لحركة أنصار الله الحوثيين من اليمن على السفن المارة في البحر الأحمر. |

### فبراير 2024
| الدولة / منظمة       | التاريخ | الموقف |
| -------------------- | ------- | --- |
| إيران                | 25      | أدانت إيران الغارات الأمريكية والبريطانية على اليمن، واعتبرت أن الولايات المتحدة والمملكة المتحدة اثبت دعمهم الكامل لجرائم الحرب والإبادة الجماعية التي ترتكبهما إسرائيل بحق الفلسطينيين، وأكدت أن الهجمات مخالفة للمقررات الدولية وانتهاك لسيادة اليمن. |
| روسيا                | 14      | أكدت روسيا أن الضربات الغربية على اليمن تنتهك القانون الدولي وأشار نائب مندوب روسيا في الأمم المتحدة دميتري بوليانسكي إلى أن حق الدفاع عن النفس لا ينطبق على حماية الشحن البحري ولا يمكن استخدامه لضمان حرية الملاحة. |
| الصين                | 14      | قال مندوب جمهورية الصين الشعبية تشانغ جون إن مجلس الأمن لم يعط الحق لأي دولة لاستخدام القوة ضد اليمن، وأكد على عدم جواز استخدام القانون الدولي وإساءة استخدام قرارة مجلس الأمن الدولي لخلق مزيد من توترات في البحر الأحمر. |
| إيران                | 10      | اعتبرت التطورات في البحر الأحمر تهدف لوقف الحرب الإسرائيلية على قطاع غزة، واشارت الى ان وقف الحرب على غزة مفتاح أمن للملاحة البحرية. |
| إيران                | 9       | أكدت إيران أن إيقاف الحرب الإسرائيلية على غزة "سيهيئ الظروف لاستعادة الاستقرار في البحر الأحمر" وأكدت أنها تولي أمن الملاحة في البحر الأحمر أهمية كبرى. |
| إيطاليا              | 5       | قال وزير خارجية إيطاليا أنطونيو تاجاني إن تهديدات حركة أنصار الله لا تخيف إيطاليا وان القوات الإيطالية لا تهاجم أحدا وأنها سترد على أي هجوم تتعرض له وأكد على أن إيطاليا تدافع عن حرية الملاحة التجارية وأشار إلى أن "حركة أنصار الله منظمة إرهابية". |
| إيران                | 4       | أدنت إيران بشدة الهجمات الأمريكية والبريطانية على اليمن واعتبرها مغامرة مفتوحة تهدد السلام والأمن الدوليين، وأشار إلى أن "المغامرات العسكرية للولايات المتحدة والمملكة المتحدة في الهجوم العسكري على دول المنطقة هي استمرار للسياسة والنهج الخاطئ لهذين البلدين للوصول إلى أهدافهم غير المشروعة في المنطقة" وأكدت أن هذه الهجمات تناقض تصريحات الولايات المتحدة والمملكة المتحدة بعدم رغبتهم في انتشار الحرب والصراع في الشرق الأوسط. |
| حركة الجهاد الإسلامي | 4       | أدنت بشدة حركة الجهاد الإسلامي في فلسطين "استمرار العدوان الأمريكي البريطاني على اليمن" وأشارت إلى أن الاعتداءات على اليمن يسهم في تصعيد الوضع في الشرق الأوسط بما يخالف خطاب الولايات المتحدة، وأكدت أنها تشيد بموقف اليمن الرسمي (المجلس السياسي الأعلى) والشعبي في مساندة الشعب الفلسطيني. |
| حركة حماس            | 4       | أدنت حركة المقاومة الإسلامية حماس بشدة القصف الذي شنته قوات الولايات المتحدة والمملكة المتحدة على اليمن واعتبرته اعتداء سافرا على "سيادة دولة عربية شقيقة" وتصعيد يزيد من اضطراب وعدم استقرار الشرق الأوسط وحملت الولايات المتحدة وإسرائيل مسؤولية التداعيات التي ستنتج عن هذا القصف. |
| ماليزيا              | 2       | أعتبر رئيس وزراء ماليزيا أنور إبراهيم أن مشكلة الهجمات على السفن في البحر الأحمر "لم تبدأ مع الحوثيين بل مع العدوان على غزة ويجب وقف العدوان لتتوقف أشكال التصعيد" |

### مايو 2024
| الدولة / منظمة      | التاريخ | الموقف |
| ------------------- | ------- | --- |
| جامعة الدول العربية | 16      | جامعة الدول العربية أدان إعلان البحرين الصادر عن القمة العربية 33 الهجمات على السفن في البحر الأحمر وبحر العرب وبحر عمان والخليج العربي، وأكد على تمسكه بحرية الملاحة الدولية وفق القانون الدولي واتفاقيات قانون البحار. |